# جوني تايلور
جوني أنطونيو تايلور (بالإنجليزية: Johnny Taylor)‏ (ولد في 4 يونيو 1974) لاعب كرة سلة أمريكي معتزل سبق له اللعب في الرابطة الوطنية لكرة السلة. تايلور البالغ طوله 2.06 متر والذي يجيد اللعب في مركز المهاجم والقادم من جامعة ولاية تينيسي في تشاتانوغا فقد جاء سابع عشر في قرعة الدوري الاميركي للمحترفين عام 1997 من قبل أورلاندو ماجيك. في مسيرته القصيرة في الدوري الاميركي للمحترفين فقد لعب مع ماجيك من 1997 إلى 1999 ثم 2000 ومع دنفر ناغتس من 1999 إلى 2000. آخر ظهور له في الدوري الأمريكي للمحترفين كان في أبريل 2000. ارتبط لفترة وجيزة مع شيكاغو بولز في الفترة الإعدادية عام 2000 وبورتلاند ترايل بلايزرز في الفترة الإعدادية عام 2001 لكنه لم يلعب في مباريات الدوري الاميركي للمحترفين لهذان الناديان.
احترف اللعب في إيطاليا لصالح أديكو ميلانو من 2000 إلى 2001 وفي الرابطة الفلبينية لكرة السلة.
لعب تايلور في وقت لاحق في البحرين.

## روابط خارجية
- جوني تايلور على موقع إن بي أي (الإنجليزية)
- جوني تايلور على موقع سبورتس رفرنس (الإنجليزية)
- جوني تايلور على موقع الدوري الإسباني لكرة السلة (الإسبانية)
- جوني تايلور على موقع كرة السلة الأوروبية.كوم (الإنجليزية)
- جوني تايلور على موقع كلية كرة السلة في سبورتس رفرنس.كوم (الإنجليزية)
- جوني تايلور على موقع ريلجم (الإنجليزية)
- جوني تايلور على موقع بروبوليرز (الإنجليزية)
- جوني تايلور على موقع سبورتس رفرنس (الإنجليزية)
- جوني تايلور على موقع سبورتس رفرنس (الإنجليزية)